# Trichloroethylen
Hợp chất hóa học trichloroethylen là một halocarbon thường được sử dụng làm dung môi công nghiệp. Nó là một chất lỏng không bắt lửa rõ ràng với mùi ngọt ngào. Không nên nhầm lẫn với 1,1,1-trichloroethane tương tự, thường được gọi là chlorothene.
Tên IUPAC là trichloroethene. Chữ viết tắt công nghiệp bao gồm TCE, trichlor, Trike, Tricky và tri. Nó đã được bán dưới nhiều tên thương mại. Dưới tên thương mại Trimar và Trilene, trichloroethylen được sử dụng làm thuốc gây mê bay hơi và là thuốc giảm đau sản khoa hít vào ở hàng triệu bệnh nhân.
Ô nhiễm nước ngầm và nước uống từ xả thải công nghiệp là mối quan tâm lớn đối với sức khỏe con người và đã gây ra nhiều vụ kiện và vụ kiện.

## Lịch sử
Được tiên phong bởi Imperial Chemical Industries ở Anh, sự phát triển của nó được ca ngợi như một cuộc cách mạng gây mê. Ban đầu được cho là có độc tính gan ít hơn chloroform, và không có độ cay và dễ cháy của ether, dù sao việc sử dụng TCE cũng sớm bị phát hiện có một số cạm bẫy. Chúng bao gồm thúc đẩy rối loạn nhịp tim, độ bay hơi thấp và độ hòa tan cao ngăn ngừa cảm ứng gây mê nhanh, phản ứng với vôi soda được sử dụng trong các hệ thống hấp thụ carbon dioxide, rối loạn chức năng thần kinh kéo dài khi sử dụng vôi soda và bằng chứng về độc tính gan đã được tìm thấy với chloroform.
Sự ra đời của halothane vào năm 1956 đã làm giảm đáng kể việc sử dụng TCE như một loại thuốc gây mê nói chung. TCE vẫn được sử dụng như một thuốc giảm đau đường hô hấp khi sinh con do tự quản lý. Độc tính của thai nhi và mối lo ngại về khả năng gây ung thư của TCE đã dẫn đến việc từ bỏ nó ở các nước phát triển vào những năm 1980.
Do lo ngại về độc tính của nó, việc sử dụng trichloroethylen trong các ngành công nghiệp thực phẩm và dược phẩm đã bị cấm ở nhiều nơi trên thế giới kể từ những năm 1970. Pháp luật đã buộc phải thay thế trichloroethylen trong nhiều quá trình ở châu Âu vì hóa chất này được phân loại là chất gây ung thư mang cụm từ nguy cơ R45, có thể gây ung thư. Nhiều lựa chọn thay thế hóa chất tẩy nhờn đang được thúc đẩy như Oblolv và Leksol; tuy nhiên, mỗi trong số này dựa trên n -propyl bromide mang cụm từ rủi ro R60 có thể làm suy giảm khả năng sinh sản và chúng sẽ không phải là chất thay thế được chấp nhận về mặt pháp lý.
Ô nhiễm nước ngầm bởi TCE đã trở thành một mối quan tâm môi trường quan trọng đối với phơi nhiễm của con người.
Năm 2005, Cơ quan Bảo vệ Môi trường Hoa Kỳ đã thông báo rằng cơ quan này đã hoàn thành Đánh giá Sức khỏe Cuối cùng đối với Trichloroethylen và công bố danh sách các giá trị độc tính TCE mới. Kết quả nghiên cứu đã chính thức mô tả hóa chất này là chất gây ung thư ở người và là mối nguy hại cho sức khỏe không gây ung thư. Một đánh giá độc tính năm 2011 được thực hiện bởi EPA tiếp tục liệt kê trichloroethylen là chất gây ung thư được biết đến.

## Sản xuất
Trước đầu những năm 1970, hầu hết trichloroethylen được sản xuất theo quy trình hai bước từ acetylen. Đầu tiên, acetylene được xử lý bằng clo bằng chất xúc tác chloride sắt ở 90   °C để sản xuất 1,1,2,2-tetracloroethane theo phương trình hóa học
HC≡CH + 2 Cl 2 → Cl 2 CHCHCl 2
1,1,2,2-tetrachloroethane sau đó được khử clo để tạo ra trichloroetylen. Điều này có thể được thực hiện bằng dung dịch calci hydroxide
2 Cl 2 CHCHCl 2 + Ca (OH) 2 → 2 ClCH = CCl 2 + CaCl 2 + 2 H 2 O
hoặc trong pha hơi bằng cách làm nóng nó đến 300-500   °C trên chất xúc tác bari chloride hoặc calci chloride
Cl 2 CHCHCl 2 → ClCH = CCl 2 + HCl
Tuy nhiên, ngày nay, hầu hết trichloroethylen được sản xuất từ ethylene. Đầu tiên, ethylene được clo hóa qua chất xúc tác chloride sắt để tạo ra 1,2-dichloroethane.
CH 2 = CH 2 + Cl 2 → ClCH 2 CH 2 Cl
Khi đun nóng đến khoảng 400   °C với clo bổ sung, 1,2-dichloroethane được chuyển đổi thành trichloroetylen
ClCH 2 CH 2 Cl + 2 Cl 2 → ClCH = CCl 2 + 3 HCl
Phản ứng này có thể được xúc tác bởi nhiều loại chất. Chất xúc tác được sử dụng phổ biến nhất là hỗn hợp kali chloride và nhôm chloride. Tuy nhiên, các dạng khác nhau của carbon xốp cũng có thể được sử dụng. Phản ứng này tạo ra tetrachloroetylen như một sản phẩm phụ, và tùy thuộc vào lượng clo được cung cấp cho phản ứng, tetrachloroetylen thậm chí có thể là sản phẩm chính. Thông thường, trichloroetylen và tetracloroetylen được thu thập với nhau và sau đó được tách ra bằng cách chưng cất.

## Công dụng
Trichloroethylen là một dung môi hiệu quả cho nhiều loại vật liệu hữu cơ.
Khi lần đầu tiên được sản xuất rộng rãi vào những năm 1920, công dụng chính của trichloroetylen là chiết xuất dầu thực vật từ các nguyên liệu thực vật như đậu nành, dừa và cọ. Các ứng dụng khác trong ngành công nghiệp thực phẩm bao gồm khử caffein cà phê và điều chế chiết xuất hương liệu từ hoa bia và gia vị. Nó cũng đã được sử dụng để loại bỏ nước dư trong sản xuất 100% ethanol.
Từ những năm 1930 đến những năm 1970, cả ở Châu Âu và Bắc Mỹ, trichloroethylen đã được sử dụng làm thuốc gây mê bay hơi hầu như luôn được sử dụng bằng oxit nitơ. Được bán tại Anh bởi ICI dưới tên thương mại Trilene, nó có màu xanh lam (với một loại thuốc nhuộm gọi là màu xanh sáp) để tránh nhầm lẫn với chloroform có mùi tương tự. TCE đã thay thế thuốc gây mê chloroform và ether trước đó vào những năm 1940, nhưng nó đã được thay thế vào những năm 1960 ở các nước phát triển bằng việc giới thiệu halothane, cho phép thời gian cảm ứng và phục hồi nhanh hơn nhiều và dễ quản lý hơn. Trilene cũng được sử dụng như một thuốc giảm đau hít mạnh, chủ yếu trong khi sinh. Nó được sử dụng với halothane trong bộ máy gây mê lĩnh vực Tri-service được sử dụng bởi các lực lượng vũ trang của Anh trong điều kiện hiện trường. Tuy nhiên, đến năm 2000, TCE vẫn được sử dụng làm thuốc gây mê ở Châu Phi.
Nó cũng đã được sử dụng làm dung môi giặt khô, mặc dù được thay thế vào những năm 1950 bởi tetrachloroetylen (còn được gọi là perchloroetylen), ngoại trừ việc làm sạch tại chỗ được sử dụng cho đến năm 2000.
Trichloroethylen được bán trên thị trường là 'Chất làm sạch và điều hòa màng chống tĩnh điện Ecco 1500' cho đến năm 2009, để sử dụng trong các máy làm sạch phim tự động và để làm sạch thủ công với khăn lau không có xơ.
Có lẽ công dụng lớn nhất của TCE là làm chất tẩy nhờn cho các bộ phận kim loại. Nhu cầu về TCE như một chất tẩy nhờn bắt đầu giảm vào những năm 1950 để ủng hộ 1,1,1-trichloroethane ít độc hơn. Tuy nhiên, việc sản xuất 1,1,1 trichloroethane đã bị loại bỏ ở hầu hết các nước trên thế giới theo các điều khoản của Nghị định thư Montreal, và kết quả là trichloroethylen đã trải qua một số lần hồi sinh được sử dụng như một chất tẩy nhờn.
TCE cũng đã được sử dụng ở Hoa Kỳ để làm sạch động cơ tên lửa sử dụng nhiên liệu dầu hỏa (TCE không được sử dụng để làm sạch động cơ chạy bằng nhiên liệu hydro như Động cơ chính của tàu con thoi). Trong quá trình bắn tĩnh, nhiên liệu RP-1 sẽ để lại cặn hydrocarbon và hơi trong động cơ. Các khoản cặn nhiên liệu này phải được xả ra khỏi động cơ để tránh khả năng nổ trong quá trình xử lý động cơ và bắn trong tương lai. TCE đã được sử dụng để xả hệ thống nhiên liệu của động cơ ngay trước và sau mỗi lần thử nghiệm. Quy trình xả nước liên quan đến việc bơm TCE qua hệ thống nhiên liệu của động cơ và để dung môi tràn trong khoảng thời gian từ vài giây đến 30 phút35, tùy thuộc vào động cơ. Đối với một số động cơ, máy phát khí và vòm oxy lỏng (LOX) của động cơ cũng được xả bằng TCE trước khi bắn thử. Động cơ tên lửa F-1 có vòm LOX, máy tạo khí và áo nhiên liệu buồng đẩy được xả bằng TCE trong quá trình chuẩn bị phóng.
TCE cũng được sử dụng trong sản xuất một loạt các chất làm lạnh fluorocarbon  như 1,1,1,2-tetrafluoroethane thường được gọi là HFC 134a. TCE cũng được sử dụng trong các ứng dụng điện lạnh công nghiệp do khả năng truyền nhiệt cao và thông số nhiệt độ thấp. Nhiều ứng dụng điện lạnh công nghiệp đã sử dụng TCE cho đến những năm 1990 trong các ứng dụng như cơ sở thử nghiệm xe hơi.

## Không ổn định hóa học
Mặc dù được sử dụng rộng rãi như một chất tẩy nhờn kim loại, bản thân trichloroetylen không ổn định khi có kim loại trong quá trình tiếp xúc kéo dài. Ngay từ năm 1961, hiện tượng này đã được công nghiệp sản xuất công nhận, khi các chất phụ gia ổn định được thêm vào công thức thương mại. Do tính không ổn định của phản ứng được làm nổi bật bởi nhiệt độ cao hơn, nên việc tìm kiếm các chất phụ gia ổn định được tiến hành bằng cách đun nóng trichloroetylen đến điểm sôi của nó trong một bình ngưng hồi lưu và quan sát sự phân hủy. Phụ gia ổn định được sử dụng rộng rãi đầu tiên là dioxane; tuy nhiên, việc sử dụng nó đã được cấp bằng sáng chế bởi Công ty Hóa chất và không thể được sử dụng bởi các nhà sản xuất khác. Nghiên cứu đáng chú ý đã diễn ra vào những năm 1960 để phát triển các chất ổn định thay thế cho trichloroetylen. Các chất ổn định hóa học khác bao gồm ketone như methyl ethyl ketone.

## Tác dụng sinh lý
Khi hít vào, trichloroethylen gây ức chế hệ thần kinh trung ương dẫn đến gây mê toàn thân. Những tác động này có thể được trung gian bởi trichloroethylen hoạt động như một bộ điều biến biến cấu dương tính của các thụ thể GABA A và glycine ức chế. Độ hòa tan trong máu cao của nó dẫn đến việc gây mê chậm hơn mong muốn. Ở nồng độ thấp, nó tương đối không gây kích ứng đường hô hấp. Nồng độ cao hơn dẫn đến thở nhanh. Nhiều loại rối loạn nhịp tim có thể xảy ra và bị trầm trọng hơn bởi epinephrine (adrenaline). Nó đã được ghi nhận vào những năm 1940 rằng TCE đã phản ứng với các hệ thống hấp thụ carbon dioxide (CO 2) (vôi soda) để tạo ra dichloroacetylene và phosgene.  Rối loạn chức năng thần kinh sọ (đặc biệt là dây thần kinh sọ thứ năm) là phổ biến khi gây mê TCE bằng cách sử dụng hệ thống hấp thụ CO 2. Những thiếu hụt thần kinh có thể kéo dài trong nhiều tháng. Thỉnh thoảng tê mặt là vĩnh viễn. Thư giãn cơ bắp với gây mê TCE đủ để phẫu thuật là kém. Vì những lý do này cũng như các vấn đề về nhiễm độc gan, TCE đã mất đi sự phổ biến ở Bắc Mỹ và Châu Âu do thuốc gây mê mạnh hơn như halothane vào những năm 1960.
Các triệu chứng của phơi nhiễm phi y tế cấp tính tương tự như nhiễm độc rượu, bắt đầu bằng đau đầu, chóng mặt, và nhầm lẫn và tiến triển với sự gia tăng tiếp xúc với bất tỉnh. Suy hô hấp và tuần hoàn có thể dẫn đến tử vong.
Phần lớn những gì được biết về ảnh hưởng sức khỏe con người của trichloroethylen dựa trên phơi nhiễm nghề nghiệp. Ngoài các tác động đến hệ thống thần kinh trung ương, việc tiếp xúc với trichloroethylen ở nơi làm việc có liên quan đến các tác dụng độc hại ở gan và thận. Theo thời gian, giới hạn phơi nhiễm nghề nghiệp trên trichloroethylen đã được thắt chặt, dẫn đến việc kiểm soát thông gió nghiêm ngặt hơn và sử dụng thiết bị bảo vệ cá nhân của công nhân.
Nghiên cứu từ sinh học ung thư được thực hiện bởi Viện Ung thư Quốc gia (sau này là Chương trình Chất độc Quốc gia) cho thấy phơi nhiễm với trichloroethylen gây ung thư ở động vật, gây ung thư gan ở chuột và ung thư thận ở chuột.
Báo cáo lần thứ 11 của Chương trình Chất độc quốc gia về chất gây ung thư đã phân loại trichloroethylen là một chất gây ung thư ở người, dựa trên bằng chứng hạn chế về khả năng gây ung thư từ các nghiên cứu ở người và đủ bằng chứng gây ung thư từ các nghiên cứu trên động vật thí nghiệm.
Một đánh giá gần đây về dịch tễ học ung thư thận đánh giá việc hút thuốc lá và béo phì là yếu tố nguy cơ quan trọng đối với ung thư thận hơn là tiếp xúc với các dung môi như trichloroethylen. Ngược lại, đánh giá tổng thể gần đây nhất về rủi ro sức khỏe con người liên quan đến tình trạng trichloroethylen, "[đây] là sự phù hợp giữa nghiên cứu trên động vật và người, trong đó ủng hộ kết luận rằng trichloroethylen là chất gây ung thư thận tiềm tàng". Bằng chứng dường như ít chắc chắn hơn vào thời điểm này liên quan đến mối quan hệ giữa người và ung thư gan được quan sát thấy ở chuột, với NAS Hoa Kỳ cho thấy phơi nhiễm ở mức độ thấp có thể không có nguy cơ ung thư gan đáng kể trong dân số nói chung.
Các nghiên cứu gần đây trên động vật trong phòng thí nghiệm và quan sát ở quần thể người cho thấy phơi nhiễm với trichloroethylen có thể liên quan đến dị tật tim bẩm sinh  Mặc dù không rõ mức độ phơi nhiễm nào liên quan đến tim khiếm khuyết ở người, có sự thống nhất giữa các khiếm khuyết tim được quan sát trong các nghiên cứu về các cộng đồng tiếp xúc với ô nhiễm trichloroetylen trong nước ngầm và các tác động quan sát được ở động vật thí nghiệm. Một nghiên cứu được công bố vào tháng 8 năm 2008, đã chứng minh tác dụng của TCE đối với ty thể của con người. Bài viết câu hỏi liệu điều này có thể ảnh hưởng đến chức năng sinh sản nữ.
Phơi nhiễm nghề nghiệp với TCE đã được báo cáo có liên quan đến sự phát triển các triệu chứng của bệnh Parkinson ở ba nhân viên phòng thí nghiệm. Một nghiên cứu sinh đôi hồi cứu về các cặp bất hòa đối với bệnh Parkinson cho thấy nguy cơ mắc bệnh Parkinson tăng gấp 6 lần liên quan đến phơi nhiễm tại nơi làm việc của TCE.
Những rủi ro về sức khỏe của trichloroethylen đã được nghiên cứu rộng rãi. Cơ quan Bảo vệ Môi trường Hoa Kỳ (EPA) đã tài trợ đánh giá "tình trạng khoa học" về các ảnh hưởng sức khỏe liên quan đến phơi nhiễm với trichloroetylen. Viện Hàn lâm Khoa học Quốc gia kết luận rằng bằng chứng về nguy cơ gây ung thư và các nguy cơ sức khỏe tiềm ẩn khác do phơi nhiễm với TCE đã được củng cố kể từ khi EPA công bố đánh giá độc tính về TCE và khuyến khích các cơ quan liên bang hoàn thiện đánh giá rủi ro đối với TCE bằng thông tin hiện có, do đó quyết định quản lý rủi ro cho hóa chất này có thể được xúc tiến.
Ở châu Âu, Ủy ban khoa học về các giá trị giới hạn phơi nhiễm nghề nghiệp (SCOEL) khuyến nghị cho trichloroethylen một giới hạn phơi nhiễm nghề nghiệp (trung bình theo thời gian 8 giờ) là 10 ppm và giới hạn phơi nhiễm ngắn hạn (15 phút) là 30 ppm.

## Tiếp xúc với con người
Tiếp xúc với TCE xảy ra chủ yếu qua nước uống bị ô nhiễm. Với trọng lượng riêng lớn hơn 1, trichloroetylen có thể có mặt dưới dạng chất lỏng pha không đậm đặc (DNAPL) nếu có đủ số lượng trong môi trường. Một nguồn tiếp xúc hơi đáng kể khác ở các địa điểm Superfund có nguồn nước ngầm bị ô nhiễm, như Nhà máy Đạn dược của Quân đội Thành phố Twin, là bằng cách tắm. TCE dễ dàng bay hơi ra khỏi nước nóng vào không khí. Những cơn mưa rào kéo dài, nóng sau đó sẽ làm bay hơi thêm TCE vào không khí. Trong một ngôi nhà đóng kín để tiết kiệm chi phí sưởi ấm và làm mát, những hơi này sau đó sẽ tuần hoàn.
Báo cáo đầu tiên về TCE trong nước ngầm được đưa ra vào năm 1949 bởi hai nhà hóa học công cộng người Anh, người đã mô tả hai trường hợp ô nhiễm riêng biệt bằng các bản phát hành công nghiệp của TCE. Dựa trên các khảo sát liên bang và tiểu bang có sẵn, từ 9% đến 34% nguồn cung cấp nước uống được thử nghiệm ở Mỹ có thể có một số ô nhiễm TCE, mặc dù EPA đã báo cáo rằng hầu hết các nguồn cung cấp nước đều tuân thủ mức độ ô nhiễm tối đa (MCL) của 5 ppb. Ngoài ra, một mối lo ngại ngày càng tăng trong những năm gần đây tại các vị trí bị ô nhiễm TCE trong đất hoặc nước ngầm là sự xâm nhập hơi nước trong các tòa nhà, dẫn đến phơi nhiễm không khí trong nhà, như trường hợp gần đây tại Khu dân cư McCook Field ở Dayton, Ohio. Trichloroethylen đã được phát hiện tại 852 địa điểm Superfund trên khắp Hoa Kỳ, theo Cơ quan Đăng ký Chất độc và Đăng ký Bệnh tật (ATSDR). Theo Đạo luật nước uống an toàn năm 1974, và như đã sửa đổi  thử nghiệm chất lượng nước hàng năm là bắt buộc đối với tất cả các nhà phân phối nước uống công cộng. Các hướng dẫn hiện tại của EPA cho TCE là trực tuyến. Bảng "TCE phát hành trên mặt đất" của EPA có niên đại từ 1987 đến 1993, do đó bỏ qua một trong những địa điểm dọn dẹp Superfund lớn nhất trên toàn quốc, North IBW ở Scottsdale, Arizona. Trước đó, TCE đã bị bán ở đây, và sau đó được phát hiện trong các giếng nước uống của thành phố vào năm 1982, trước thời gian nghiên cứu.
Năm 1988, EPA đã phát hiện ra hàng tấn TCE đã bị rò rỉ hoặc đổ xuống đất bởi ngành công nghiệp bán dẫn và quân sự Hoa Kỳ (các công ty bao gồm Fairchild Semiconductor, Tập đoàn Intel và Công ty Raytheon)  ngay bên ngoài NASA Ames trong Moffett Field, Mountain View, California.
Năm 1998, giếng cung cấp của nhà máy View-Master ở Beaverton, Oregon đã bị phát hiện nhiễm TCE ở mức cao. Người ta ước tính rằng 25.000 công nhân nhà máy đã tiếp xúc với nó từ năm 1950212001.
Trong trường hợp của Lisle, Illinois, việc phát hành trichloroethylen (TCE) đã được cho là đã xảy ra đối với tài sản Lockformer bắt đầu vào năm 1968 và tiếp tục trong một thời gian không xác định. Công ty đã sử dụng TCE trong quá khứ như một chất tẩy nhờn để làm sạch các bộ phận kim loại. Sự ô nhiễm tại địa điểm Lockformer hiện đang được Cơ quan Bảo vệ Môi trường Hoa Kỳ (USEPA) và Illinois EPA điều tra. Năm 1992, Lockformer đã tiến hành lấy mẫu đất trên tài sản của họ và tìm thấy TCE trong đất ở mức cao tới 680 phần triệu (ppm). Vào mùa hè năm 2000, một nhóm cư dân đã thuê tư vấn pháp lý vào ngày 11 tháng 10 năm 2000, những cư dân này đã kiểm tra nước giếng riêng của họ bởi một nhà tư vấn môi trường tư nhân. Nhóm sở hữu nhà ở phía nam của tài sản Lockformer trong con đường nghi ngờ của dòng nước ngầm. Nhà tư vấn đã thu thập một vòng mẫu nước giếng thứ hai vào ngày 10 tháng 11 năm 2000 và TCE đã được phát hiện trong một số giếng được lấy mẫu. Bắt đầu vào tháng 12 năm 2000, Illinois EPA đã thu thập thêm khoảng 350 mẫu nước giếng riêng ở phía bắc và phía nam của tài sản Lockformer.
Tính đến năm 2007, 57.000 pound, tương đương 28,5 tấn TCE đã được gỡ bỏ khỏi hệ thống giếng đã từng cung cấp nước uống cho cư dân tại thành phố Scottsdale, Arizona. Một trong ba giếng nước uống trước đây thuộc sở hữu của Thành phố Phoenix và cuối cùng được bán cho Thành phố Scottsdale, được thử nghiệm ở mức 390 ppb TCE khi nó đóng cửa vào năm 1982. Thành phố Scottsdale gần đây đã cập nhật trang web của mình để làm rõ rằng các giếng bị ô nhiễm là "trong khu vực Scottsdale", và sửa đổi tất cả các tham chiếu đến mức độ đo được của TCE được phát hiện khi các giếng được đóng (bao gồm cả "390 ppb") thành "dấu vết".
Căn cứ thủy quân lục chiến Camp Lejeune  ở Bắc Carolina có thể là nơi ô nhiễm TCE lớn nhất trong cả nước. Pháp luật có thể buộc EPA phải thiết lập một tư vấn sức khỏe và quy định nước uống công cộng quốc gia để hạn chế trichloroethylen.
Trong hơn hai mươi năm hoạt động, Tập đoàn RCA đã đổ nước thải độc hại vào một cái giếng ở thành phố Đào Viên, Đài Loan.     Ô nhiễm từ nhà máy không được tiết lộ cho đến năm 1994, khi các công nhân cũ đưa nó ra ánh sáng. Điều tra của Cơ quan Bảo vệ Môi trường Đài Loan xác nhận rằng RCA đã thải các dung môi hữu cơ clo hóa vào một giếng bí mật và gây ô nhiễm cho đất và nước ngầm xung quanh khu vực nhà máy. Mức độ cao của TCE và tetrachloroetylen (PCE) có thể được tìm thấy trong nước ngầm được rút ra cách nơi này hai km. Một tổ chức gồm các cựu nhân viên của RCA báo cáo 1375 trường hợp ung thư, 216 trường hợp tử vong do ung thư và 102 trường hợp mắc các khối u khác nhau giữa các thành viên.
Vào tháng 6 năm 2012, cư dân của một khu vực ngoài Stony Hill Road, Wake Forest, NC đã được EPA và DWQ liên hệ về việc nhiễm TCE có thể xảy ra sau khi chính quyền theo dõi về ô nhiễm TCE hiện có vào năm 2005. Thử nghiệm EPA sau đó đã tìm thấy nhiều trang web có mức độ phát hiện TCE và một số trang web có mức độ cao hơn MCL.
Bộ phim A Civil Action năm 1998 kịch tính hóa vụ kiện của EPA Anne Anderson và cộng sự, v. Cryovac, Inc. liên quan đến ô nhiễm trichloroethylen xảy ra ở Woburn, Massachusetts vào những năm 1980.

### Quy định hiện hành
Cho đến những năm gần đây, Cơ quan Đăng ký Chất độc và Bệnh tật Hoa Kỳ (ATSDR) cho rằng trichloroethylen có khả năng gây ung thư rất ít và có lẽ là chất đồng gây ung thư, nhưng nó đã hoạt động cùng với các chất khác để thúc đẩy sự hình thành của khối u.
Các cơ quan nhà nước, liên bang và quốc tế phân loại trichloroethylen là một chất gây ung thư đã biết hoặc có thể xảy ra. Năm 2014, Cơ quan Nghiên cứu Ung thư Quốc tế đã cập nhật phân loại trichloroethylen lên Nhóm 1, chỉ ra rằng có đủ bằng chứng cho thấy nó gây ung thư thận ở người cũng như một số bằng chứng về ung thư gan và ung thư hạch không Hodgkins. Các nhà quản lý EPA California coi nó là một chất gây ung thư đã biết và đưa ra một đánh giá rủi ro vào năm 1999, kết luận rằng nó độc hại hơn nhiều so với các nghiên cứu khoa học trước đây đã chỉ ra.
Tại Liên minh châu Âu, Ủy ban khoa học về các giá trị giới hạn phơi nhiễm nghề nghiệp (SCOEL) khuyến nghị giới hạn phơi nhiễm đối với công nhân tiếp xúc với trichloroethylen là 10   ppm (54,7   mg/m 3) trong TWA 8 giờ và 30   ppm (164,1   mg/m 3) cho STEL (15 phút).
Luật pháp hiện hành của EU nhằm bảo vệ người lao động trước các rủi ro đối với sức khỏe của họ (bao gồm Chỉ thị Tác nhân Hóa học 98/24/EC  và Chỉ thị Chất gây ung thư 2004/37/EC ) hiện không áp dụng các yêu cầu tối thiểu ràng buộc để kiểm soát rủi ro đối với người lao động sức khỏe trong giai đoạn sử dụng hoặc trong suốt vòng đời của trichloroetylen. Tuy nhiên, trong trường hợp các cuộc thảo luận đang diễn ra theo Chỉ thị về chất gây ung thư sẽ dẫn đến việc thiết lập Giới hạn phơi nhiễm nghề nghiệp ràng buộc đối với trichloroethylen để bảo vệ người lao động; kết luận này có thể được xem xét lại.
Chỉ thị phát thải dung môi 1999/13/EC  và Chỉ thị phát thải công nghiệp 2010/75/EC  áp đặt các yêu cầu tối thiểu ràng buộc đối với phát thải trichloroethylen ra môi trường đối với một số hoạt động nhất định, bao gồm làm sạch bề mặt. Tuy nhiên, các hoạt động với mức tiêu thụ dung môi dưới ngưỡng quy định không được bao gồm trong các yêu cầu tối thiểu này.
Theo quy định của châu Âu, việc sử dụng trichloroethylen bị cấm đối với các cá nhân ở nồng độ lớn hơn 0,1%. Trong ngành công nghiệp, trichloroethylene nên được thay thế trước ngày 21 tháng 4 năm 2016 (trừ trường hợp được miễn trừ được yêu cầu trước ngày 21 tháng 10 năm 2014)  bởi các sản phẩm khác như tetrachloroethylene (perchloroethylene), methylene chloride (dichloromethane), hoặc các dẫn xuất hydrocarbon khác (xeton, rượu,...)

### Đề xuất quy định liên bang Hoa Kỳ
Năm 2001, một báo cáo dự thảo của Cơ quan Bảo vệ Môi trường (EPA) đã đặt nền móng cho các tiêu chuẩn mới khó khăn để hạn chế tiếp xúc với trichloroethylen. Bản đánh giá đã đặt ra một cuộc chiến giữa EPA và Bộ Quốc phòng (DoD), Bộ Năng lượng và NASA, người đã khiếu nại trực tiếp đến Nhà Trắng. Họ lập luận rằng EPA đã sản xuất khoa học rác, các giả định của nó rất thiếu sót, và bằng chứng làm mất tác dụng của hóa chất đã bị bỏ qua.
DoD có khoảng 1.400 tài sản quân sự trên toàn quốc bị nhiễm trichloroethylen. Nhiều trong số các trang web này được www.cpeo.org chi tiết và cập nhật và bao gồm một nhà máy đạn dược cũ trong khu vực Thành phố đôi. Hai mươi ba địa điểm trong tổ hợp vũ khí hạt nhân của Bộ Năng lượng - bao gồm Phòng thí nghiệm quốc gia Lawrence Livermore ở khu vực Vịnh San Francisco và các trung tâm của NASA, bao gồm Phòng thí nghiệm Động cơ phản lực ở La Cañada Flintridge được báo cáo là có nhiễm TCE.
Những người được chỉ định chính trị ở EPA đứng về phía Lầu năm góc và đồng ý rút lại đánh giá rủi ro. Năm 2004, Viện Hàn lâm Khoa học Quốc gia đã được trao một hợp đồng trị giá $ 680,000 để nghiên cứu vấn đề này, công bố báo cáo vào mùa hè năm 2006. Báo cáo đã đưa ra nhiều mối quan tâm về ảnh hưởng sức khỏe của TCE.
Để đáp ứng với nhận thức cao hơn về các độc tố môi trường như TCE và vai trò của chúng trong bệnh thời thơ ấu, năm 2007, Thượng nghị sĩ Barack Obama đã đề xuất S1068, do Hillary Clinton và John Kerry đồng tài trợ. Đạo luật này nhằm thông báo và bảo vệ các cộng đồng đang bị đe dọa ô nhiễm môi trường. Dự luật riêng của Thượng nghị sĩ Clinton, S1911, được gọi là Đạo luật Giảm TCE.

### Giảm sản xuất và khắc phục
Trong thời gian gần đây, đã có sự giảm đáng kể sản lượng sản xuất của trichloroetylen; Các lựa chọn thay thế để sử dụng trong quá trình tẩy dầu mỡ kim loại, hydrocarbon clo hóa được loại bỏ trong phần lớn các ngành công nghiệp do khả năng ảnh hưởng sức khỏe không thể đảo ngược và kết quả là trách nhiệm pháp lý xảy ra.
Quân đội Hoa Kỳ hầu như đã loại bỏ việc sử dụng hóa chất này, chỉ mua 11 gallon vào năm 2005. Khoảng 100 tấn của nó được sử dụng hàng năm ở Mỹ vào năm 2006.
Nghiên cứu gần đây đã tập trung vào việc khắc phục tại chỗ trichloroethylen trong đất và nước ngầm thay vì loại bỏ để xử lý và xử lý tại chỗ. Vi khuẩn xuất hiện tự nhiên đã được xác định có khả năng làm suy giảm TCE. Dehalococcoides sp. phân hủy trichloroetylen bằng cách khử clo hóa trong điều kiện yếm khí. Trong điều kiện hiếu khí, Pseudomonas fluorescens có thể đồng chuyển hóa TCE. Ô nhiễm đất và nước ngầm bởi TCE cũng đã được khắc phục thành công bằng cách xử lý và chiết xuất hóa học. Các vi khuẩn Nitrosomonas europaea có thể làm biến chất nhiều loại hợp chất halogen bao gồm trichloroethylen. Toluene dioxygenase đã được báo cáo là có liên quan đến sự thoái hóa TCE bởi Pseudomonas putida. :142 Trong một số trường hợp, Xanthobacter autotrophicus có thể chuyển đổi tới 51% TCE thành CO và CO2.  :144